# Гіпотеза розширення Землі

Анімація розширення Землі

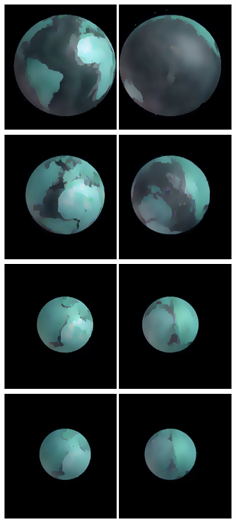
Рух континентів при гіпотетичному розширенні Землі (на базі ескізів Maxlow і Ніла Адамса). Ліворуч: центральна область — Атлантичний океан; Праворуч: центральна область — Тихий океан. Минуле — внизу, сучасне — вгорі.

Гіпотеза розширення Землі (англ. expanding Earth theory, нім. Theorie (gipoteza) Expansion der Erde) — гіпотеза, згідно з якою рух континентів зумовлений збільшенням діаметра Землі. Уперше ідею про розширення Землі висунув англійський астроном і генерал Альфред Вілкс Дрейсон у 1859 році. Як наукова гіпотеза розвивалася з XIX століття по 80-і роки XX століття і спростована подальшими дослідженнями.

## Історія
Передумови гіпотези склав той факт, що обриси континентів свідчать про їхнє віддалення з часом. Особливо це помітно з обрисів Південної Америки та Африки. Впродовж XVII—XIX ст. неодноразово висувалися ідеї, що якась сила розколола колишній єдиний континент на частини. Про це зокрема писали Франсуа Пласе, Авраам Ортеліус і Антоніо Снайдер-Пеллегріні.
Чарльз Дарвін під час його подорожі 1834 року на кораблі «Біґль», споглядаючи рельєф Патагонії, вирішив, що утворення височин зумовлене дією певної сили всередині планети, котра рівномірно відштовхує гірські породи. Водночас його наставник Чарльз Лаєлл вважав, що така сила діє локально. Невдовзі Дарвін відмовився від свого припущення на користь іншого — що утворення височин збалансовується рівномірним зниженням океанічного дна.
Уперше як наукову гіпотезу розширення Землі описав англійський астроном і генерал Альфред Вілкс Дрейсон у книзі «Земля, яку ми населяємо: її минуле, сьогодення та ймовірне майбутнє» 1859 року. Почасти до такої ідеї його спонукали повідомлення про розриви телеграфних кабелів, прокладених по дну Атлантичного океану. На його думку, діаметр Землі збільшується на ¾ дюйма (1,9 см) щороку. Дрейсон і його друг Вільям Торп виступили з лекцією на цю тему для Йоркширського геологічного товариства в 1859 році. Всупереч тодішньому інтересу, гіпотеза надовго була забута.
У 1888 році польсько-російський інженер Іван Ярковський припустив, що Земля поглинає ефір, що спричиняє утворення в ній нових хімічних елементів і розширення. В механічній теорії гравітації Ярковського такі процеси відбувалися з усіма небесними тілами.
У 1889 і 1909 роках італійський геолог Роберто Мантовані опублікував гіпотезу про розширення Землі та дрейф континентів. Він припустив, що спершу Земля мала менший діаметр і була цілком покрита єдиним континентом без океанів. Теплове розширення спричинило вулканічну активність, яка розколола сушу на менші континенти. Через подальше розширення планети континенти віддалилися один від одного. Мантовані намагався проілюструвати свої погляди картою, де зіставляв точки на узбережжях континентів, розділені океанами. Таким чином сучасні континенти мали б щільно прилягати один до іншого на Землі меншого розміру. Альфред Вегенер знав про цю гіпотезу, але не згадував її, описуючи в 1915 році власні погляди на дрейф континентів.
Ірландський фізик Джон Джолі пропонував гіпотезу «теплових циклів», згідно з якою розпад радіоактивних елементів усередині Землі спричиняє її розширення. Разом з британським геологом Артуром Голмсом, Джолі вважав, що це розширення відбувається циклічно. Розширення спричиняє тріщини та шви в надрах Землі, які заповнюються магмою і планета втрачає тепло. Після того як Земля остигає, магма твердне і починається наступний цикл розширення.
Німецький фізик Паскуаль Йордан запропонувати к 1964 році модифікацію загальної теорії відносності, згідно з якою всі планети повільно розширюються. Він спирався на припущення Поля Дірака 1938 року про те, що гравітаційна стала зменшувалася протягом існування Всесвіту.
Австралійський геолог Семюел Воррен Кері в 1950-і відстоював власну думку, що маса Землі збільшується в ході процесів, пов'язаних із розширенням Усесвіту. Наслідком цього є розширення планети і збільшення площі океанічного дна. Його підтримував Брюс Гізен, але потім відмовився від поглядів Кері через аргументи, надані його помічницею Марі Тарп.
З 1980-х років гіпотеза розширення Землі розвивається лише в псевдонауці. Серед сучасних відомих прихильників гіпотези розширення Землі — художник Ніл Адамс, чиє відео на YouTube 2007 року посприяло відродженню інтересу до гіпотези. На його думку, причиною розширення є утворення матерії всередині планети «на квантовому рівні».

## Спростування
Вимірювання високоточними інструментами супутникової геодезії (лазерне вимірювання дальності, інтерферометрія, GPS, доплерівське вимірювання), що проводиться з 1980-х років, засвідчує, що діаметр Землі не збільшується на величину, достатню, щоби це впливало на розташування континентів. Щодня на Землю падає близько 100 т метеороїдів, але більшість згорає в атмосфері. Ті, що досягають поверхні, додають невелику масу, але цього недостатньо, щоб розміри планети суттєво зростали. Середнє збільшення радіуса планети від надходження космічної речовини складає 0,2 мм на рік.
Палеомагнетичні дані вказують, що впродовж минулих 400 млн років діаметр Землі не змінювався достатньою мірою, щоб спричинити рух континентів. У девонський період він складав 102 ± 2,8 % від сучасного. Дослідження інерції Землі свідчать про те, що протягом останніх 620 млн років не було істотних змін діаметра Землі.

## Інтернет-ресурси
- Popular Mechanics: We've Been Wrong Before: The Expanding Earth Theory
- New Concepts in Global Tectonics
- Database of Expansion Tectonic Scientists, living and deceased [Архівовано 6 січня 2017 у Wayback Machine.]